# Čiurlionis-Memorialmuseum
Das Čiurlionis-Memorialmuseum (lit. M. K. Čiurlionio memorialinis muziejus) ist ein Gedenkmuseum von Mikalojus Konstantinas Čiurlionis (1875–1911),  eines litauischen Komponisten und Malers. Das Museum wurde im Haus der Čiurlionis-Eltern in der Kurortstadt Druskininkai 1963 errichtet. Im Čiurlionis-Geburtshaus gibt es verschiedene Exponate. Hier werden auch die Konzerte von nationalen und internationalen Festivalen, der Schüler der litauischen Musikschulen und Studenten der Musikfakultät der Musik- und Theaterakademie Litauens sowie die Vorlesungen über die Kunst veranstaltet.